# 復興敦賀音頭

## 概要
敦賀大空襲によって甚大なる被害を蒙った敦賀市民の意気を盛り上げ、混迷虚脱の中にある状況を打破するために、詞と曲が公募され、1947年（昭和22年）5月3日に敦賀市公民館（現在の西公民館）によって、「復興敦賀の歌」(作詞：笠松一夫、作曲：庭本俊雄)とともに選定されたのがこの曲である。
しかしながら、レコード化はされることがなかったために、時代の流れとともに忘れ去られ、幻の曲となっていた。
そして2009年（平成21年）になり、父親が敦賀市役所で広報課に奉職していた森輝夫税理士事務所所長の森輝夫がこの曲を復活させようとカラオケ仲間と「復興敦賀音頭を育てる会」を設立し、敦賀市在住の作編曲家・山崎正清に編曲を依頼し、歌手をオーディションで募集し、2009年7月20日に寺岡富夫・美濃亜紀のデュエットでCD化された。そのときには、敦賀民舞会の松本麗峰によって振付が施され、「いもづる会」が結成され踊り継いでいた。CDの収益は全額敦賀市に寄附されている。
しかし、発起人の森輝夫が志半ばで死去したため、「復興敦賀音頭を育てる会」は解散してしまった。そのときに、森輝夫の友人が福井県初の高校生によって設立されたNPO法人、「特定非営利活動法人とても敦賀すきすき」の理事長である森野巧巳に協力を依頼し、「市民団体 復興敦賀音頭を育む会」を2023年6月10日に設立した。森野巧巳は顧問に就任している。
そして、「復興敦賀音頭を育む会」並びに踊りを継承している「いもづる会」の両会より森野巧巳に、北陸新幹線敦賀開業記念事業として復興敦賀音頭の吹込み、そして6番の作詞が依頼され、2024年4月6日にCDとして300枚制作し、発表された。